# Zwinglipass
Der auf einer Höhe von 2011 m ü. M. liegende Zwinglipass ist ein Alpenpass an der Grenze zwischen den Schweizer Kantonen Appenzell Innerrhoden und St. Gallen.
Er ist nach dem Reformator Huldrych Zwingli benannt, der im nahe gelegenen Wildhaus geboren wurde. Der Übergang liegt zwischen dem zweithöchsten Gipfel des Alpsteingebietes, Altmann und dem Chreialpfirst, und ist durch Bergwanderwege gut erschlossen. Die Wasserscheide vom Altmann zum Chreialpfirst bildet die natürliche Kantonsgrenze der beiden Kantone Appenzell Innerrhoden und Kanton St. Gallen.

## Wanderwege

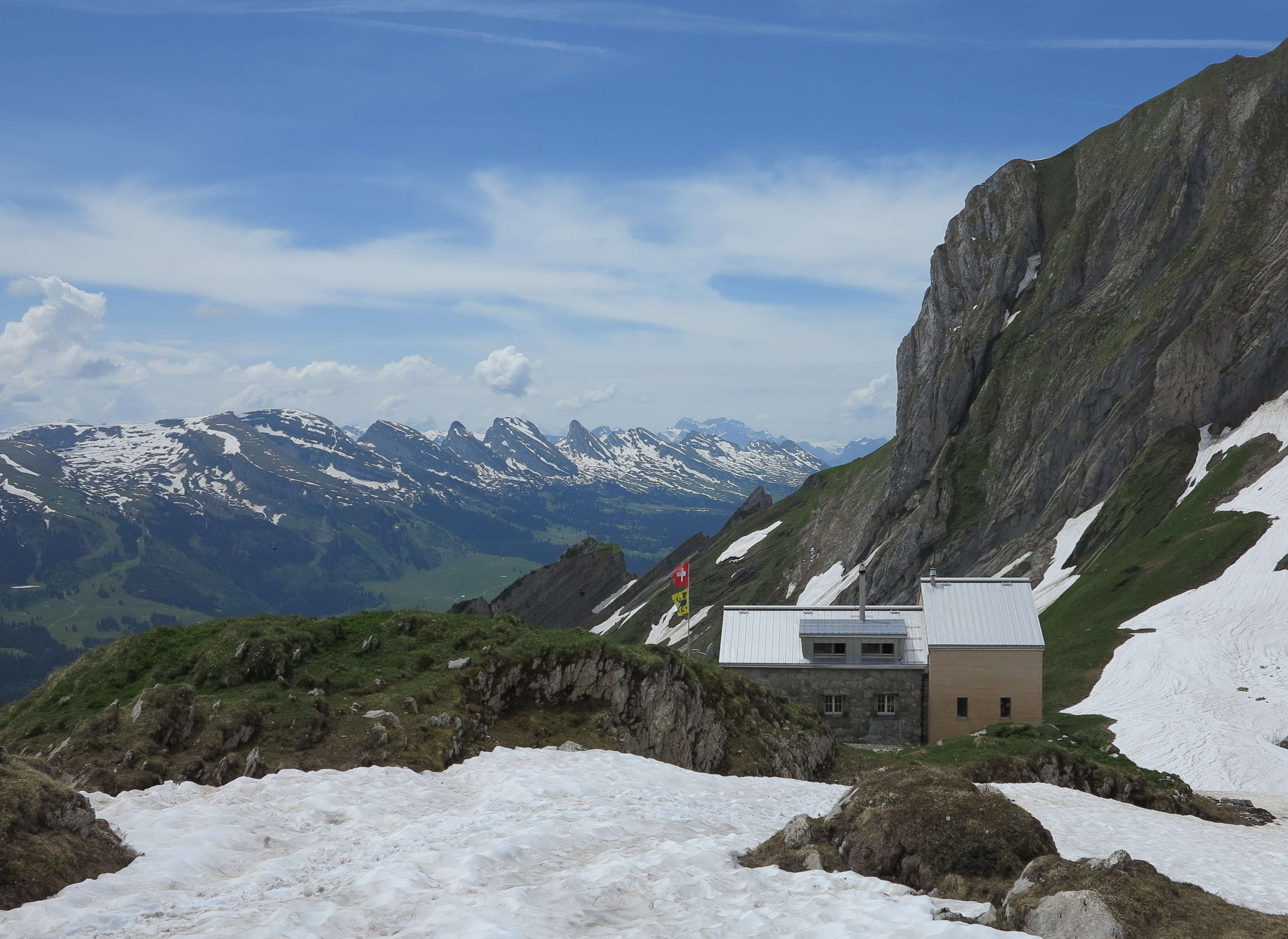
Zwinglipasshuette mit Blick zu den Churfirsten

Über den Pass führt ein Bergwanderweg von Unterwasser/Wildhaus, über Bollenwees am Fälensee, nach Brülisau oder über den Chreialp- und Roslenfirst ebenfalls zur Bollenwees bzw. weiter über den Stauberenfirst zum Hohen Kasten.

## Alpenvereinshütte
Die Zwinglipasshütte 1999 m ü. M. ist eine Alpenvereinshütte der Sektion Toggenburg des SAC und liegt südlich, wenige Höhenmeter unterhalb des Passüberganges. Bei der 1970 eröffnete Hütte wird auf ein einfaches Konzept wert gelegt. So wird jeweils am letzten Samstag des Monats Juni ca. 5 Tonnen Material durch ca. 120 freiwillige «Sherpas vom Zwinglipass» von der Chreialp zur Hütte getragen. Durch diese Hötteträgete kann auf den Einsatz von Helikoptern nahezu ganz verzichtet werden. Die 1991 erweiterte, 2007 und 2010 renovierte Hütte bietet 42 Schlafplätze in verschiedenen Räumen; ferner gibt es einen Winterraum mit 8 Schlafplätzen.